# Majwanaadipitse
Majwanaadipitse – wieś w Botswanie, w dystrykcie Central. Według spisu ludności z 2011 roku wieś liczyła 638 mieszkańców.